# Leichtathletik-Weltmeisterschaften 2017/Teilnehmer (Fidschi)
| Gelbes Symbol für Goldmedaillen mit stilisierten Olympischen Ringen | Graues Symbol für Silbermedaillen mit stilisierten Olympischen Ringen | Braundes Symbol für Bronzemedaillen mit stilisierten Olympischen Ringen |
| ------------------------------------------------------------------- | --------------------------------------------------------------------- | ----------------------------------------------------------------------- |
| —                                                                   | —                                                                     | —                                                                       |

Von Fidschi wurde ein Athlet für die Leichtathletik-Weltmeisterschaften 2017 in London nominiert.

## Ergebnisse

### Männer

#### Laufdisziplinen
| Athlet            | Disziplin | Vorlauf | Vorlauf | Halbfinale         | Halbfinale         | Finale             | Finale             |
| Athlet            | Disziplin | Zeit    | Platz   | Zeit               | Platz              | Zeit               | Platz              |
| ----------------- | --------- | ------- | ------- | ------------------ | ------------------ | ------------------ | ------------------ |
| Sailosi Tubuilagi | 400 m     | 48,98 s | 48      | nicht qualifiziert | nicht qualifiziert | nicht qualifiziert | nicht qualifiziert |